# Rufin Grijp
Rufin Grijp (Oudenaarde, 5 december 1938 - Anderlecht, 16 februari 2006) was een Belgisch politicus van de SP.

## Levensloop
Rufin Grijp werd geboren als zoon van Germain Grijp en van Marie Goessaert. Hij bracht zijn jeugd door te Sint-Maria-Latem, alwaar zijn vader burgemeester was sinds 1946. 
Grijp volgde Latijn-Griekse humaniora aan het atheneum van Koekelberg en promoveerde hij tot doctor in de rechten aan de VUB. Na zijn studies was hij enkele maanden medewerker van de verzekeringsmaatschappij Prévoyance sociale. Vervolgens werd hij leraar en bestuurssecretaris van de Rijksdienst voor Maatschappelijke Zekerheid. Van 1968 tot 1973 was hij eveneens coördinator nationale sociale politiek van het ABVV en van 1974 tot 1977 was hij adjunct-administrateur-generaal van het Nationaal Pensioenfonds voor Mijnwerkers.
Van 1977 tot 1981 was Grijp kabinetschef van Roger De Wulf, die van 1977 tot 1979 staatssecretaris voor Economie en Sociale Zaken en van 1979 tot 1981 minister van Arbeid en Tewerkstelling was. Van 1981 tot 1988 was hij vervolgens administrateur-generaal op het ministerie van de Vlaamse Gemeenschap en van 1988 tot 1989 was hij opnieuw kabinetschef van Roger De Wulf, die toen gemeenschapsminister van Tewerkstelling was in de Vlaamse Executieve.
In 1968 werd Grijp de eerste voorzitter van de Anderlechtse afdeling van de Rode Leeuwen, de Vlaamse BSP-federatie van het arrondissement Brussel. In 1979 werd hij de voorzitter van de SP-afdeling van Anderlecht. Tevens was hij van 1976 tot 2000 schepen van Onderwijs, Cultuur en Openbare Werken en van 2001 tot 2006 OCMW-voorzitter van de stad.
In juni 1989 werd hij voor de SP verkozen tot lid van het Brussels Hoofdstedelijk Parlement, wat hij bleef tot in september 2003. Van juli 1989 tot juni 1995 was hij minister van Economie in de eerste Brusselse regering Picqué I. In juni 1995 werd hij Brussels minister van Openbaar Ambt, Buitenlandse Handel, Wetenschappelijk Onderzoek, Brandbestrijding en Dringende Medische Hulp in Picqué II, wat hij bleef tot juli 1999.
Via zijn mandaat in de Brusselse Hoofdstedelijke Raad had hij in juni 1995 enkele dagen zitting in het Vlaams Parlement, tot hij op 23 juni 1995 de eed aflegde als Brussels minister en Michiel Vandenbussche hem opvolgde. Ook op 6 juli 1999 legde hij als een van de zes eerst verkozenen van de Nederlandse taalgroep van de Brusselse Hoofdstedelijke Raad de eed af in het Vlaams Parlement. Hij bleef Vlaams volksvertegenwoordiger tot juni 2003, waarna hij in het Vlaams Parlement werd opgevolgd door Anne Van Asbroeck.
Hij overleed aan een slepende ziekte.